# اشتفان هگی
اشتفان هگی (آلمانی: Stephan Hegyi؛ زادهٔ ۲۵ ژوئیهٔ ۱۹۹۸) جودوکار اهل اتریش است.